# Eden (Caroline du Nord)
Pour les articles homonymes, voir Eden.
Eden est une ville du comté de Rockingham, situé en Caroline du Nord, aux États-Unis.

## Démographie
| 1960  | 1970   | 1980   | 1990   | 2000   | 2010   |
| ----- | ------ | ------ | ------ | ------ | ------ |
| 3 382 | 15 871 | 15 672 | 15 238 | 15 908 | 15 527 |